# Sant Ponç de Martimà
Sant Ponç de Martimà és una església del municipi de la Baronia de Rialb (Noguera) que forma part de l'Inventari del Patrimoni Arquitectònic de Catalunya.

## Descripció
És un edifici d'una sola nau i coberta amb volta de canó de perfil semicircular reforçada per dos arcs torals, un d'ells adossats al mur de ponent. L'absis semicircular s'obre a la nau a través d'un arc presbiteral. A la façana sud trobem la porta d'arc de mig punt i una finestra de doble esqueixada, del mateix tipus que la que hi ha a l'absis. A ponent hi ha una finestra cruciforme. Les façanes són llises, a l'absis però, trobem, més o menys malmeses, hi ha quatre lesenes que devien anar acompanyades d'un fris d'arcuacions sota el ràfec. L'interior és totalment arrebossat. L'aparell constructiu és format per carreuó escairat, sense polir, disposat en filades uniformes i regulars. Es tracta d'un edifici concebut dins els cànons de l'arquitectura llombarda pròpia del segle xi.

## Història
El lloc de Martimà el trobem el trobem documentat en una donació d'un mas del terme del castell de Tarabau que l'any 1092 Ramon Guerau feu a l'església del Sant Sepulcre de la Seu d'Urgell. Segons aquest document, el mas, situat a l'indret de Santa Eulàlia, enfrontava a migdia amb Martimà. Quant a l'advocació de l'església, encara que Sant Ponç fos un personatge de l'època romana tardana, no es troba en el calendari visigòtic i la seva devoció no tingué una expansió com la d'altres Sants primitius; es troben algunes esglésies d'aquest titular a la Catalunya Vella. Potser la devoció a Sant Ponç procedia de la Gàl·lia, probablement a través de la Cerdanya. Era una capella particular del mas, no consta que fos sufragània de cap parròquia.